# Bienotheroides
Bienotheroides és un gènere extint de cinodonts de la família dels tritilodòntids que visqueren en allò que avui és l'Àsia oriental durant el Juràssic superior, fa entre 141,3 i 161,5 milions d'anys. Se n'han trobat restes fòssils a Mongòlia i la Xina. Eren tritilodòntids molt especialitzats. Es diferencien dels altres membres de la seva família pel fet de tenir el musell ample i curt, el maxil·lar inferior força reduït i el basiesfenoide pla i curt. El nom genèric Bienotheroides significa ‘semblant a Bienotherium’, en referència a un parent proper.